# Silene exaltata
Silene exaltata là loài thực vật có hoa thuộc họ Cẩm chướng. Loài này được Friv. miêu tả khoa học đầu tiên năm 1835.